# 座間市立東原小学校
座間市立東原小学校 （ざましりつひがしはらしょうがっこう） は、神奈川県座間市東原2丁目にある公立小学校。

## 沿革
出典
- 1973年（昭和48年）
  - 4月1日 - 座間市第二小学校から分離し、東原小学校として開校。
  - 5月26日 - 東原小学校PTA設立総会開催。
  - 10月7日 - 校旗制定し、この日（10月7日）を開校記念日と定めた。
  - 10月9日 - 創立記念大運動会開催。
- 1975年（昭和50年）10月7日 - 第1回開校記念日。
- 1976年（昭和51年）
  - 2月12日 - 体育館竣工。
  - 3月10日 - 校歌制定。
- 1980年（昭和55年）4月1日 - 第二棟校舎竣工。
- 1982年（昭和57年）11月9日 - 開校10周年記念式。
- 1992年（平成4年）10月31日 - 開校20周年記念式典。
- 2002年（平成14年）10月26日 - 開校30周年記念式。
- 2021年（令和3年）7月20日 - P'sラボを改修。
- 2022年（令和4年）
  - 4月1日 - 家庭科室を改修。
  - 10月15日 - 開校50周年記念式典。

## 学校教育目標
出典
「自ら学び 共に歩む」

## 通学区域
出典
- 座間市
  - 栗原一部
  - さがみ野（全域）
  - 東原1丁目
  - 東原2丁目
  - 東原3丁目1番～11番・13番～25番
  - 東原4丁目
  - 東原5丁目
  - 南栗原4丁目11番～15番

## 進学先中学校
出典
- 座間市
  - 座間市立東中学校
  - 座間市立南中学校

## 学校周辺
- 座間市立第1子育て支援センターざまりんのおうち「ゆめ」 - 座間市道をはさんで、校地南側に隣接。
- 公認東原幼稚園 - 進学前幼稚園のひとつ
- 座間市消防署東分署 - 座間市道をはさんで、校地南側に隣接。
- コストコホールセール座間倉庫店 - 座間市道をはさんで、校地北側に隣接。
- 芝浦機械相模工場 - 座間市道をはさんで、校地東側に隣接。
  - 芝浦機械相模工場以外の工場も点在。
- スーパー三和座間東原店
- スーパービバホーム座間店
- 座間市立ひばりが丘小学校
- 座間市立東中学校
- 座間市リサイクルプラザ
- 国道246号
- このほか、中小規模のマンションなども点在。

## 著名な出身者
- 大江竜聖（プロ野球選手）[4]

## アクセス
出典
- 相模鉄道本線さがみ野駅から徒歩約15分
- なお、学校ホームページ内「アクセス」には記載無いが、座間市コミュニティバス『ザマフレンド号』「D 東原・ひばりが丘南コース」で、「子育て支援センター入口」停留所より、
  - 児童館前行のりばから、徒歩約165m・約2分。
  - 座間市役所前行のりばから、徒歩約170m・約2分。